# Manassasveldtocht
De Manassas-veldtocht vond plaats tussen 2 juli en 21 juli 1861 in Virginia tijdens de Amerikaanse Burgeroorlog.

## Achtergrond
De Zuidelijke strijdkrachten in noordelijke Virginia bestonden uit twee veldlegers. Brigadegeneraal P.G.T. Beauregard kreeg het bevel over de Army of the Potomac in noordoostelijk Virginia die het spoorwegenknooppunt bij Manassas Junction beschermde. Generaal Joseph E. Johnston had het bevel over het Army of the Shenandoah die bij Harpers Ferry gelegerd was. De Manassas Gap spoorweg verbond de twee legers. Via de spoorweg konden ze snel versterkingen sturen naar elkaar indien ze aangevallen werden. In de maanden juni en juli stuurde Beauregard verschillende voorstellen naar de Zuidelijke president Jefferson Davis om in het offensief te gaan in Maryland met de verschillende legers in Virginia. Davis verwierp alle voorstellen omdat het Zuiden nog niet de nodige middelen had om een dergelijk offensief te ondersteunen.
Na de Noordelijke bezetting van Alexandria in Virginia werden de Noordelijke strijdkrachten ingedeeld in het Departement of Northeastern Virginia. Brigadegeneraal Irvin McDowell werd tot bevelhebber benoemd. Hij kreeg het bevel om de vijandelijke hoofdstad Richmond. Ondertussen diende Robert Patterson, met zijn troepen van het Departement of Pennsylvania, de vijandelijke eenheden van Johnston in de Shenandoahvallei te blokkeren zodat Beauregard geen versterkingen kon krijgen. Patterson rukte begin juni op waardoor de Zuidelijken gedwongen werden om Harpers Ferry op 17 juni te ontruimen. Johnston trok zich terug naar Winchester waar hij versterkingen kreeg in de vorm van de lokale militie. Patterson dacht nu dat de vijand numeriek veel sterker was dan zijn eigen eenheden. Ondertussen ondervond Patterson bevoorradingsproblemen en werd hij onder druk gezet door luitenant-generaal Winfield Scott om zijn reguliere eenheden naar McDowells leger te sturen. Ook zijn vrijwilligers weigerden om verder op te rukken, omdat hun termijn van drie maanden bijna over was.
Tijdens de maanden juni en juli werden er verschillende schermutselingen uitgevochten tussen de legers van McDowell en Beauregard. Ondertussen debatteerde de politieke en de militaire leiding over de concrete stappen die McDowells leger diende te nemen. Scott was voorstander om de vallei van de Mississippi in te nemen. McDowell achtte zijn leger nog niet sterk genoeg om Beauregard aan te pakken. Door de toenemende druk van president Abraham Lincoln en de Noordelijke pers, rukte McDowell begin juli op. Johnston ontving orders om zijn leger via de spoorweg naar Beauregard te sturen.

## De veldslagen

### DeSlag bij Hoke's Run2 juli1861
Na de evacuatie van Harpers Ferry op 17 juni stuurde Johnston de brigadegeneraal Thomas Jackson naar Martinsburg om daar een kampement op te slaan. Zo kon Jackson de opmars van Patterson vertragen en dienstdoen als de voorhoede van Johnstons leger. Op 2 juli stak Patterson de Potomac over en naderde de stellingen van Jackson. Jackson diende trok zich stelselmatig terug zodat de bagagetrein kon ontsnappen naar de hoofdmacht van Johnstons leger.

### DeSlag bij Blackburn's Ford18 juli1861
In de loop van de ochtend van 18 juli arriveerde McDowells leger in Centerville. De voorhoede werd gevormd door brigadegeneraal David Tylers divisie. Zijn soldaten kregen de opdracht om de Zuidelijke stellingen bij Blackburn’s Ford te verkennen zonder de strijde aan te gaan. Tyler stuurde toch de brigade van kolonel Israel B. Richardson naar voren. Zijn aanval werd afgeslagen door de brigades van James Longstreet en Jubal Early. De slag eindigde met een artillerieduel die tot het invallen van de duisternis duurde. Tyler trok zijn manschappen terug naar Centreville.

### DeEerste Slag bij Bull Run21 juli1861
Na de nederlaag van Tyler besliste McDowel om de Zuidelijke linkerflank aan te vallen. In de vroege ochtend van 21 juli vertrok een Noordelijke divisie om een aanval uit te voeren op Stone bridge. Twee andere divisies demonstreerden tegen het vijandelijke centrum en rechterflank. Ondertussen marcheerden twee divisies rond de vijandelijke linkerflank om de vijand in de rug te treffen. De Noordelijke divisies die de flankeerbeweging uitvoerden werden waargenomen door de Zuidelijken. Ze stuurden in allerijl versterkingen naar Matthew’s Hill. Ze werden echter teruggedreven naar Henry House Hill. Een nieuwe defensieve linie werd bij Henry House Hill geformeerd die bestond uit eenheden van Johnstons leger. Daar hielden ze stand tegen herhaalde Noordelijke aanvallen. Een Zuidelijke aanval op de Noordelijke linkerflank dwong McDowell tot de aftocht.

## Gevolgen
De Noordelijken vreesden nu dat de Zuidelijke troepen zouden oprukken naar Washington D.C zonder enige tegenstand. Op 24 juli werd de ballon van prof. Lowe opnieuw ingezet om de Zuidelijke bewegingen rond Manassas Junction en Fairfax te observeren. Hij zag geen bewijs van oprukkende vijanden. Hij moest wel landen in vijandelijk gebied, waardoor het slechts de volgende dag was dat hij gered werd en naar het Noordelijk hoofdkwartier gebracht kon worden. Zijn verslag gaf opnieuw moed aan de Noordelijke bevelhebbers.
Beauregard werd bevorderd tot generaal in het Zuidelijk leger door president Davis. Stonewall Jackson, de persoon die op tactisch vlak het meest bijgedragen heeft aan de slag, kreeg geen speciale erkenning. De erkenning zou maar volgen na de campagne in 1862. Irvin McDowell werd vervangen door generaal-majoor George B. McClellan. Deze laatste werd benoemd tot opperbevelhebber van alle Noordelijke strijdkrachten. McDowell zou opnieuw een slechte beurt maken tijdens de Tweede Slag bij Bull Run, toen het leger van generaal-majoor John Pope verslagen werd door Robert E. Lee. Patterson werd eveneens van zijn commando ontgeven.

## Aanbevolen lectuur
- Detzel, David. Dooneybrook: The Battle of Bull Run, 1861. New York: Harcourt, Inc., 2004. ISBN 0-15-100889-2.